# Rufus Does Judy at Carnegie Hall
Rufus Does Judy at Carnegie Hall es el sexto álbum y el primero en directo del cantante y compositor canadiense-estadounidense Rufus Wainwright, publicado por la discográfica Geffen Records en diciembre de 2007. Contiene grabaciones en vivo de sus conciertos tributo a la actriz y cantante Judy Garland, que tuvieron lugar en el Carnegie Hall de Nueva York los días 14 y 15 de junio de 2006. Con la colaboración de una orquesta de 36 piezas dirigida por Stephen Oremus, Wainwright recreó el concierto de Garland en el Carnegie Hall del 23 de abril de 1961, considerado por algunos críticos como «la noche más grande de la historia del show business». El doble álbum Judy at Carnegie Hall de 1961, una reaparición en los escenarios apoyada por más de veinticinco músicos de jazz y pop, tuvo un gran éxito; llegó al puesto número 1 de las listas del Billboard 200 estadounidense y ganó cinco premios Grammy, incluyendo álbum del año, mejor empaquetado, mejor interpretación pop femenina y mejor arreglo en álbum no clásico.
Por este disco, Wainwright también obtuvo un reconocimiento de los Grammy y recibió una nominación a mejor álbum de pop vocal tradicional en la edición de 2009. A pesar del éxito de los conciertos y las críticas positivas de la prensa especializada, las ventas fueron bastante limitadas. Rufus Does Judy at Carnegie Hall solo logró entrar en las listas de tres países; tan solo llegó al puesto 84 en Bélgica, al 88 en los Países Bajos y al 171 en la lista Billboard 200 de los Estados Unidos.
Entre los artistas invitados estuvieron la hermana de Rufus, Martha Wainwright («Stormy Weather») y su madre Kate McGarrigle (piano en «Over the Rainbow»), además de una de las hijas de Judy Garland, Lorna Luft («After You've Gone»). Además, el 25 de febrero de 2007, se filmó otro de los conciertos tributo a Garland en el London Palladium titulado Rufus! Rufus! Rufus! Does Judy! Judy! Judy!: Live from the London Palladium y se publicó en DVD el 4 de diciembre del mismo año.

## Concepción y desarrollo
Según Pitchfork Media, Wainwright «comenzó a escuchar el álbum de Garland en el Carnegie Hall las semanas y meses siguientes al 11 de septiembre, buscando algo de alegría farandulera barata, pero se inquietó al descubrir algo mucho más profundo». La posterior guerra contra el terrorismo e invasión de Irak hicieron que se sintiera «traumatizado y desilusionado con cualquier cosa estadounidense». Agregó que recordaba «lo grande que EE.UU. solía ser».
Wainwright comentó que un día conduciendo su coche pensó que «sería gracioso rehacer esto como un ciclo de canciones». Poco después, llevó su idea al productor teatral de Nueva York Jared Geller, quien después coprodujo el concierto tributo junto a David Foster. En un principio Geller pensó que la idea era «una locura», aunque siguió discutiendo las opciones con Wainwright. Finalmente, aceptó ayudar con la producción y ambos buscaron un hueco en la agenda de Wainwright para reservar el Carnegie Hall con un año de antelación. Una vez reservado, comenzaron a discutir los aspectos técnicos, como el diseño de iluminación, la posición de micrófonos y la amplificación necesarios. Contrataron a Stephen Oremus para dirigir la orquesta de 36 músicos y a Phil Ramone para hacerse cargo de la grabación. Los ensayos comenzaron en abril de 2006 y a pesar de que hubiese sido más cómodo hacerlo en locales de ensayo, decidieron usar salas de concierto como el Lynch del John Jay College of Criminal Justice o el Museum of Jewish Heritage porque «Rufus quería sentir lo que era interpretar las canciones sobre el escenario». Debido a restricciones financieras, los ensayos con la orquesta completa solo se hicieron dos días antes del espectáculo y los días de concierto; unos meses antes se habían hecho ensayos con pequeños grupos de instrumentos.

## Conciertos
Finalmente, los conciertos tributo de Wainwright fueron un total de seis debido a la demanda popular. Después de que se agotasen las entradas para el primer concierto del 14 de junio de 2006 en el Carnegie Hall de Nueva York, se añadió otro para la noche siguiente. Debido al aumento de la demanda, se programaron tres conciertos más en Europa: 18 de febrero de 2007 en el London Palladium de Londres, 20 de febrero en L'Olympia de París y 25 de febrero nuevamente en el London Palladium. El último espectáculo fue el 23 de septiembre de 2007 en el Hollywood Bowl de Los Ángeles, California.

### Promoción y participación de celebridades
Parte del éxito de los conciertos tributo fue debido a la atención que les dieron los medios de comunicación y a los muchos artistas que quisieron participar en el evento. Gaby Wood de The Guardian escribió que Wainwright «brilló en la portada del Time Out New York» y que «le adoraron en las páginas de The New York Times» después de los espectáculos del Carnegie Hall. En la tienda de moda de Marc Jacobs, ubicada en Greenwich Village, «prácticamente no se vendía otra cosa que camisetas anunciando el espectáculo»; las camisas naranjas llevaban el texto «RUFUS RUFUS RUFUS» y «world's greatest entertainer» [el artista más grande del mundo], imitando el material promocional usado por Garland 45 años atrás. El director de cine Sam Mendes planeó rodar un documental sobre la recreación de Wainwright y el trabajo que condujo a ella, pero el proyecto finalmente no prosperó. Los diseñadores holandeses Viktor & Rolf vistieron a Wainwright y a los miembros de su familia para la ocasión. A cambio, Wainwright compuso la canción «Ode to Antidote» y permitió su uso en la promoción de un perfume de los diseñadores llamado «Antidote». También apoyó el lanzamiento de la colonia en la fiesta de después de su primer concierto tributo a Garland y después cantó «Over the Rainbow» en el lanzamiento de su línea de moda primavera 2007. Sin embargo, en el concierto del Hollywood Bowl, Wainwright llevó ropa de Tom Ford. Para promocionar el disco, el sitio web de Wainwright puso un vínculo a una tienda online donde sus seguidores podían comprar merchandising, incluyendo varios diseños de camisas, pósteres del concierto, programas del mismo y otros artefactos coleccionables. Al igual que ocurrió con las camisetas de Marc Jacobs, muchos de estos productos imitaban pósteres de los conciertos de Garland.
Entre las figuras públicas que acudieron al Carnegie Hall estaban Justin Bond («Kiki» de Kiki and Herb), Patricia Field, Gina Gershon, Joel Grey, Marc Jacobs, Michael Kors, Tony Kushner, Ann Magnuson, Sarah Jessica Parker, Kate Pierson, Fred Schneider, Proenza Schouler, Chloë Sevigny, John Waters y Viktor & Rolf. A los conciertos europeos también acudieron celebridades como Julian Barratt, el líder de Keane Tom Chaplin, Julia Davis, David Furnish, Mark Gatiss, Richard E. Grant, Jeremy Irons, Lulu, Paul Morley, Siân Phillips, Imogen Stubbs y Teddy Thompson. Al concierto de Hollywood Bowl acudieron Jamie Lee Curtis, Jimmy Fallon, Jake Gyllenhaal, Debbie Reynolds y Rod Stewart.

## Música

### Canciones
Las canciones que aparecen en el disco son exactamente las mismas que aparecen en el álbum en directo de Garland de 1961, Judy at Carnegie Hall, a excepción de que el disco de Wainwright incluye la canción «Get Happy» como pista adicional en la edición británica y en la versión para iTunes de los Estados Unidos. «Evocando la era dorada de los tranvías, los Cadillacs y los ostentosos clubes de jazz», la lista de canciones incluye más de veinticinco melodías de swing, jazz y pop estadounidenses, entre ellas dos clásicos de Rodgers and Hart («This Can't Be Love» y «You're Nearer»), tres de los hermanos George y Ira Gershwin («Who Cares? (As Long as You Care for Me)», «How Long Has This Been Going On?» y «A Foggy Day»), dos del dúo Howard Dietz y Arthur Schwartz («Alone Together» y «That's Entertainment!») y algunas de Harold Arlen, Irving Berlin, Noël Coward, entre otras. Wainwright cantó los temas de forma casi idéntica a como lo hizo Garland, incluso confundiendo la letra a propósito en «You Go to My Head» para imitar el error cometido por Garland años antes.

### Orquestación
Stephen Oremus, director musical de los conciertos tributo, se enfrentó con la tarea de resucitar los arreglos originales de Mort Lindsey para orquesta de 36 piezas. A pesar de que ya no es habitual la utilización de una orquesta de esas dimensiones (Oremus mencionó que incluso el musical Wicked de Broadway solo contaba con 22 piezas), Wainwright y Oremus insisteron en que debían utilizar el conjunto completo de 36 músicos para crear «una réplica lo más exacta que pudiesen lograr». Algunos de los arreglos se tuvieron que rehacer, ya que Wainwright las cantó en otra tonalidad y no concordaban con la música original, que y no estaba disponible.

## Elementos gais
Garland fue un icono gay incluso antes de que Wainwright naciese. Ya se discutía sobre la relación entre los gais y Garland a comienzos de 1967. La revista Time, en su reseña de la actuación de Garland en 1967 en el Palace Theatre de Nueva York, comentó de forma despectiva «una parte desproporcional de su claque de cada noche parece ser homosexual». Sigue diciendo que «los chicos con los pantalones ajustados», «ponían los ojos en blanco, se tiraban de los pelos y prácticamente levitaban sobre sus asientos» durante las actuaciones de Garland. Time intentó explicar la atracción de los homosexuales hacia Garland, consultando psiquiatras que opinaron que «la atracción pudo hacerse más fuerte por el hecho de que [ella] sobrevivió a muchos problemas; los homosexuales se identifican con ese tipo de histeria» y que «a Judy la vida la apaleó y asedió, por lo que tuvo que hacerse más masculina. Ella era el poder que los homosexuales hubiesen querido tener y tratan de obtenerlo idolatrándola».

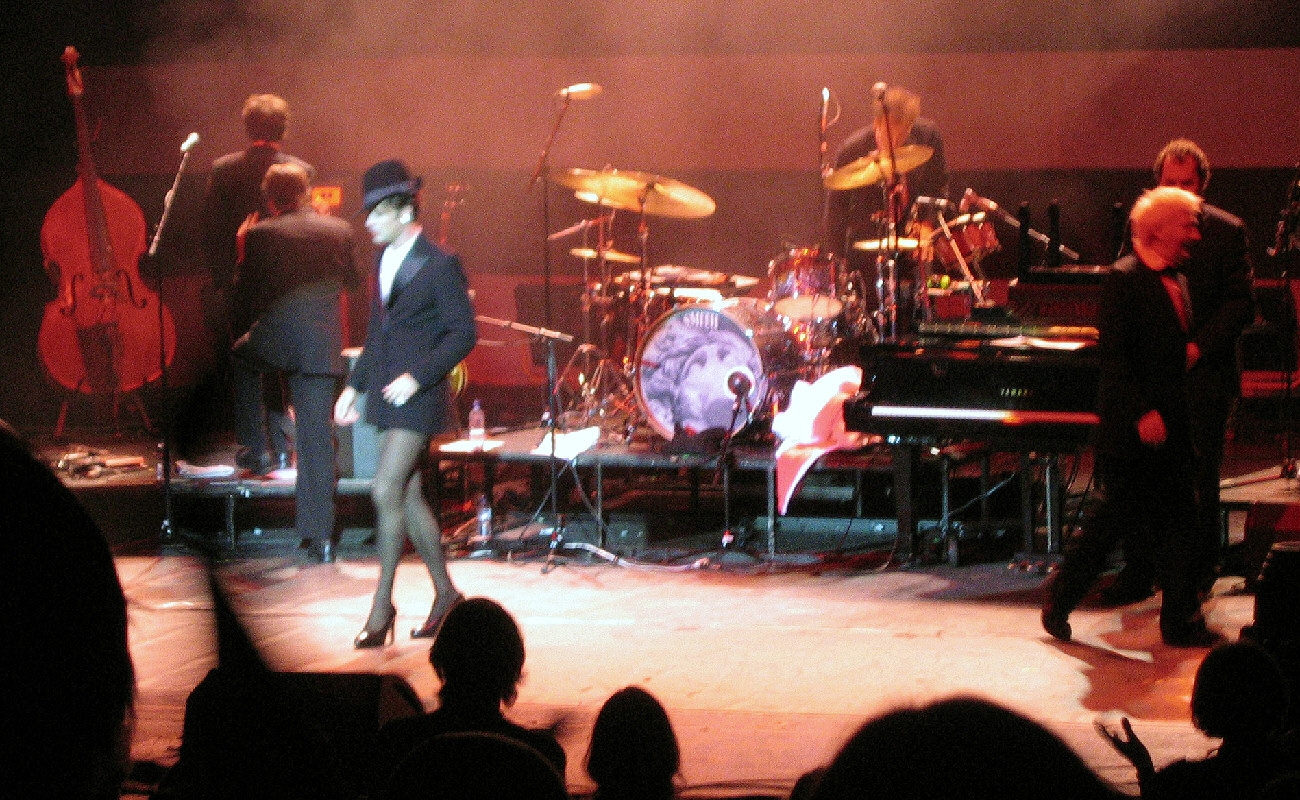
Wainwright, imitando una de las apariciones de Judy Garland en Summer Stock, en 2007

Garland siempre tuvo una gran cantidad de seguidores en la comunidad gay, incluyendo a Wainwright, quien se muestra abiertamente gay y salió del armario diciéndoselo a sus padres a la edad de 14 años. A menudo se traza una conexión temporal entre la muerte y funeral de Garland en junio de 1969 y los disturbios de Stonewall, punto de ignición del movimiento moderno de liberación gay. Coincidencia o no, la proximidad temporal entre la muerte de Garland y lo acontecido en Stonewall se ha convertido en parte de la historia LGBT y tradición popular. Wainwright, conocido como la «primera estrella del pop de la era posliberación», de niño estaba obsesionado con El mago de Oz (1939) y se vestía con el camisón de su madre, «fingiendo ser la bruja mala del Este (derritiéndose durante horas) o la bruja buena del Norte, dependiendo del humor en que se encontrase». Wainwright también ha dicho que su madre (la cantante canadiense de música folk Kate McGarrigle) le obligaba de niño a interpretar «Over the Rainbow» para sus invitados, canción que ya adulto a menudo incluye en su repertorio.
Wainwright nunca pretendió impersonar a Garland ni hacer un espectáculo de transformismo, sino dar vida a las canciones y exponerlas a una nueva generación. Sin embargo, había un cierto estilo camp presente, sobre lo que Wainwright comentó: «Creo que cualquier persona gay del mundo se sentiría seducido en algún punto por cierto estilo camp. Para algunas personas es una especie de salvación». Respecto a la homosexualidad y los conciertos tributo, Wainwright dijo: «No creo que hubiese sido posible para nadie que no fuese un varón gay hacer este concierto. De un extraño modo, un hombre gay tiene cierta perspectiva sobre ello, eso creo».
A pesar de que Wainwright no se transvistió en ninguno de los conciertos tributo de Nueva York ni Europa, sí que volvió al escenario para un bis vestido de Judy en el concierto del Hollywood Bowl, «engalanado con una chaqueta cruzada sin pantalón, medias negras y tacones, pendientes, pintalabios y una fedora ladeada». Además, cambió «Get Happy» y la cantó estilo «Summer Stock» durante su gira como pate de la promoción de Release the Stars para imitar a Garland.

## Recepción crítica
En general, la recepción crítica del disco fue positiva. Stephen Holden de Blender comentó sobre el tributo de Wainwright que fue «una maravillosa proeza en que un cantante gay canaliza el espíritu del último icono gay» y dijo que el álbum es «una introducción al Great American Songbook como ningún otro». El crítico de Pitchfork Media Stephen Troussé escribió que Wainwright «supera elegantemente a Garland en un par de las baladas» y también alaba a la artista invitada Martha Wainwright, «quien entrega un increíble "Stormy Weather" en una descarada apuesta para robar el espectáculo». En su reseña para Rolling Stone, Robert Christgau afirmó que fue «un alivio oírle ensayar las viejas melodías Tin Pan Alley de este disco tributo». Además, comentó que las canciones «expanden el límite melódico de Wainwright», permitiéndole «también añadirles algo nuevo – concretamente, sexualidad en la sensualidad en lugar de un sentido de preferencia de género». Dave Hughes de Slant Magazine también tuvo comentarios positivos: «Ese Wainwright tiene la osadía de versionar un clásico de buena fe y el morro de sacarlo adelante sin romperse ningún miembro ni el cerebro, eso habla tanto de su ambición como de sus prodigiosas habilidades».
Pero el álbum también recibió algunas críticas negativas. Después de comentar que el intento de toda una vida de Garland para perfeccionar tonos y articulaciones, Christgau dijo que la costumbre de Wainwright de «saltarse notas y quitar las sílabas finales de algunas líneas son signos inequívocos de tics». Chris Willman de Entertainment Weekly escribió que el «delicado rango alto de Wainwrigh está bien compenetrado con algunas de las baladas, pero cualquier cosa que necesite caña es cuanto menos una pérdida». Mark Edwards de The Times denominó la actuación de Wainwright un gusto adquirido, afirmando que su «"marca registrada" es vaga y en ocasiones tiende a arrastrar las palabras». La reseña de Dave Hughes apuntó al «problema de Wainwright con las notas altas [de los instrumentos de metal] en una, por otro lado, energética versión de "That's Entertainment"», aunque admite que sería injusto echárselo en cara, ya que la actuación de Garland en directo tampoco fue perfecta. Hughes apuntilla: «No hay nadie perfecto».

## Posición en listas y reconocimientos
A pesar del éxito de los conciertos tributo de Wainwright, de la gran repercusión mediática en torno al álbum y de la buena recepción crítica, las ventas fueron bastante escasas. Sin embargo, Rufus Does Judy at Carnegie Hall llegó a colocarse en el puesto número 84 de las lista de Bélgica, en el 88 de las de Los Países Bajos y en el 171 del Billboard 200 estadounidense. Además, recibió una nominación a mejor álbum de pop vocal tradicional en la entrega de Grammys de 2009, y finalmente perdió ante el disco Still Unforgettable de Natalie Cole.
| Lista (2007)                                  | Posición más alta |
| --------------------------------------------- | ----------------- |
| Lista de álbumes de Bélgica (Región Flamenca) | 84                |
| Lista de álbumes de Los Países Bajos          | 88                |
| Billboard 200 de los Estados Unidos           | 171               |

## Lista de canciones

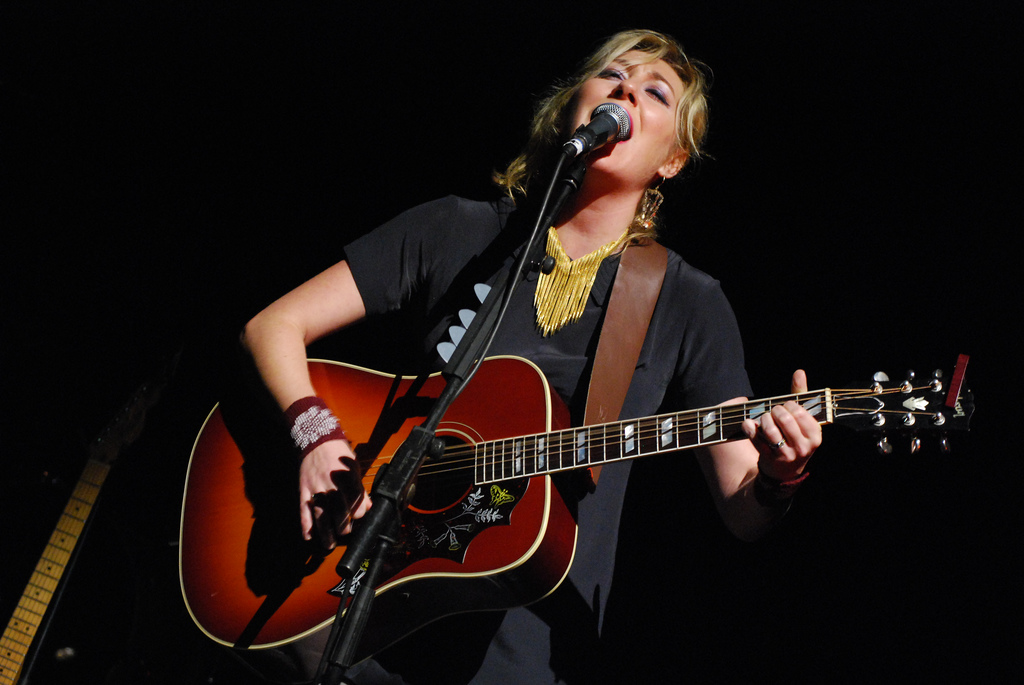
Martha Wainwright toca «Stormy Weather» en el álbum.

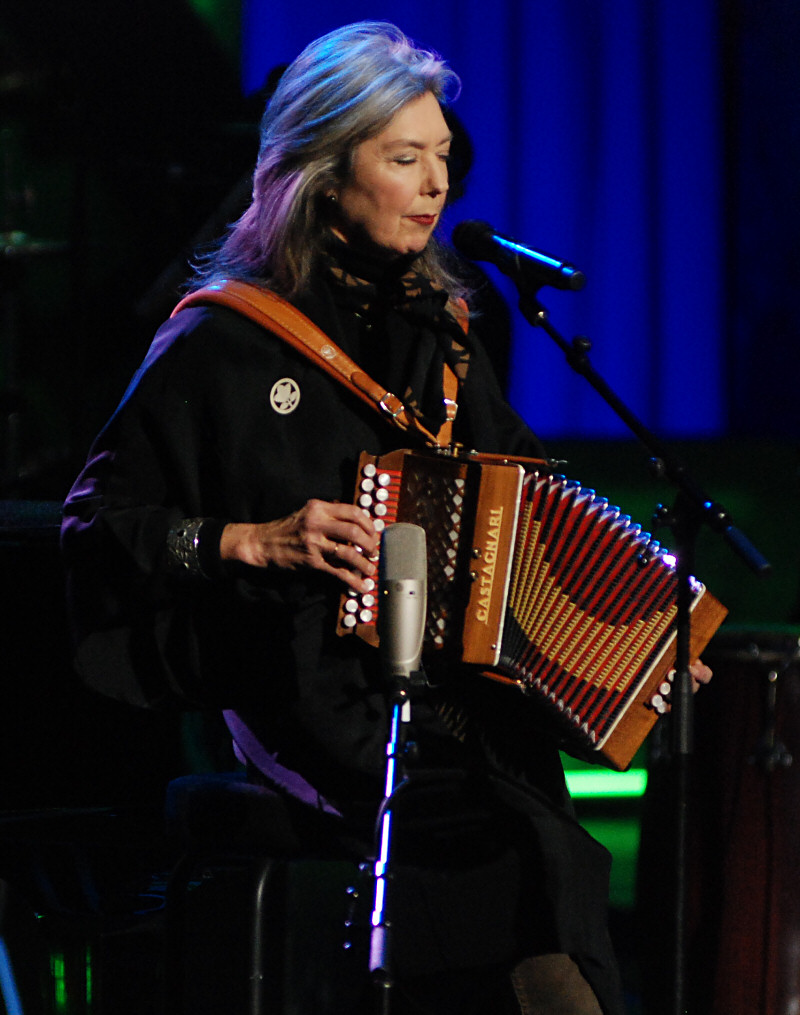
La madre de Wainwright, Kate McGarrigle, toca el piano en «Over the Rainbow»

| Disco 1 |                                                                         |                                                                            |          |  |
| N.º     | Título                                                                  | Escritor(es)                                                               | Duración |  |
| 1.      | «Overture: The Trolley Song / Over the Rainbow / The Man That Got Away» | Ralph Blane, Hugh Martin / Harold Arlen, Yip Harburg / Arlen, Ira Gershwin | 4:15     |  |
| 2.      | «When You're Smiling»                                                   | Mark Fisher, Joe Goodwin, Larry Shay                                       | 3:44     |  |
| 3.      | «Medley: Almost Like Being in Love / This Can't Be Love»                | Alan Jay Lerner, Frederick Loewe / Richard Rodgers, Lorenz Hart            | 6:10     |  |
| 4.      | «Do It Again»                                                           | George Gershwin, Buddy DeSylva                                             | 5:15     |  |
| 5.      | «You Go to My Head»                                                     | J. Fred Coots, Haven Gillespie                                             | 2:40     |  |
| 6.      | «Alone Together»                                                        | Howard Dietz, Arthur Schwartz                                              | 3:21     |  |
| 7.      | «Who Cares? (As Long as You Care for Me)»                               | G. Gershwin, I. Gershwin                                                   | 2:08     |  |
| 8.      | «Puttin' on the Ritz»                                                   | Irving Berlin                                                              | 1:56     |  |
| 9.      | «How Long Has This Been Going On?»                                      | G. Gershwin, I. Gershwin                                                   | 5:46     |  |
| 10.     | «Just You, Just Me»                                                     | Jesse Greer, Raymond Klages                                                | 2:03     |  |
| 11.     | «The Man That Got Away»                                                 | Arlen, I. Gershwin                                                         | 4:59     |  |
| 12.     | «San Francisco»                                                         | Walter Jurmann, Gus Kahn, Bronisław Kaper                                  | 4:53     |  |

| Disco 2 |                                                                       |                                                                                             |          |  |
| N.º     | Título                                                                | Escritor(es)                                                                                | Duración |  |
| 1.      | «That's Entertainment!»                                               | Dietz, Schwartz                                                                             | 2:27     |  |
| 2.      | «I Can't Give You Anything But Love»                                  | Dorothy Fields, Jimmy McHugh                                                                | 8:11     |  |
| 3.      | «Come Rain or Come Shine»                                             | Arlen, Johnny Mercer                                                                        | 3:56     |  |
| 4.      | «You're Nearer»                                                       | Rodgers, Hart                                                                               | 1:58     |  |
| 5.      | «A Foggy Day»                                                         | G. Gershwin, I. Gershwin                                                                    | 2:55     |  |
| 6.      | «If Love Were All»                                                    | Noël Coward                                                                                 | 2:33     |  |
| 7.      | «Zing! Went the Strings of My Heart»                                  | James F. Hanley                                                                             | 3:48     |  |
| 8.      | «Stormy Weather» (con Martha Wainwright)                              | Arlen, Ted Koehler                                                                          | 6:45     |  |
| 9.      | «Medley: You Made Me Love You / For Me and My Gal / The Trolley Song» | Joseph McCarthy, James V. Monaco, Roger Edens / George W. Meyer, Edgar Leslie, E. Ray Goetz | 4:37     |  |
| 10.     | «Rock-a-Bye Your Baby with a Dixie Melody»                            | Sam M. Lewis, Fred Schwartz, Joe Young                                                      | 5:45     |  |
| 11.     | «Over the Rainbow» (Kate McGarrigle)                                  | Arlen, Harburg                                                                              | 4:47     |  |
| 12.     | «Swanee»                                                              | Irving Caesar, G. Gershwin                                                                  | 1:54     |  |
| 13.     | «After You've Gone» (Lorna Luft)                                      | Henry Creamer, Turner Layton                                                                | 2:57     |  |
| 14.     | «Chicago»                                                             | Fred Fisher                                                                                 | 4:30     |  |

## Personal
- John Engstead – fotografía
- Frank Filipetti – ingeniero de sonido
- Peter Gary – edición digital
- John Mark Harris – engineer
- Christian Hebel – concertino
- Alex Lake – fotografía
- John Loengard – fotografía
- Kate McGarrigle – músico, notas del libreto
- John Oddo – piano
- Stephen Oremus – director, músico, dirección musical
- Jack Pierson – dirección artística, fotografía, foto de la portada
- Bucky Pizzarelli – guitarra
- Kevin Porter – asistente de ingeniería
- B.J. Ramone – asistente de ingeniería
- Phil Ramone – productor
- Vincent Della Rocca – saxofón
- Jim Saporito – batería
- Richard Sarpola – bajo
- Ryan Smith – masterización
- Jeanne Venton – A&R
- Martha Wainwright – músico
- Rufus Wainwright – productor ejecutivo
- Missy Webb – asistente de ingeniería[46]